# Kotasaaret (ö i Norra Savolax, Kuopio)
Kotasaaret är en ö i Finland. Den ligger i sjön Kallavesi (norra delen) och i kommunen Kuopio i den ekonomiska regionen  Kuopio ekonomiska region  och landskapet Norra Savolax, i den centrala delen av landet, 300 km norr om huvudstaden Helsingfors. Öns area är 0,5 hektar och dess största längd är 150 meter i öst-västlig riktning.  Notera att namnet antyder att det är fråga om flera öar.